# Planescape: Torment
Planescape: Torment — компьютерная ролевая игра студии Black Isle, изданная компанией Interplay Entertainment 12 декабря 1999 года для операционной системы Windows. Действие игры происходит в одном из самых необычных миров настольной ролевой игры «Dungeons & Dragons» — Planescape. Движок игры является модифицированной версией Infinity Engine, ранее использованного в игре «Baldur's Gate». Во главе команды разработчиков из Black Isle Studios стоял Крис Авеллон.
Акцент на общении с персонажами, сюжетной линии и атмосфере, а не сражениях отличает «Planescape: Torment» от большинства компьютерных ролевых игр. Главный герой игры — Безымянный — загадочный бессмертный, покрытый страшными шрамами. Ранее он прожил множество жизней, но теперь не помнит ни своего имени, ни кто он, ни что с ним произошло. В роли Безымянного игрок путешествует по городу Сигил, а также по разным мирам (планам) в надежде пролить свет на тайну, окружающую его прошлое и настоящее. В процессе к нему присоединяются несколько персонажей, которые уже сталкивались с ним в прошлом, и на которых его действия оказали какое-либо влияние.
Несмотря на сравнительно небольшие продажи (400 тысяч копий по заявлению разработчиков), игра получила преимущественно положительные отзывы игровой прессы. Хвалебных отзывов игра удостоилась за глубокие диалоги, тёмный и сравнительно малоизвестный сеттинг мира Planescape, уникальную личность протагониста, лишённого многих характеристик традиционных ролевых игр. Многими игровыми журналистами игра была признана лучшей RPG 1999 года; внимание прессы было направлено на игру даже спустя продолжительное время после её выпуска.

## Геймплей
Игра «Planescape: Torment» основана на движке Infinity Engine от BioWare, в котором мир и персонажи представлены в двумерной проекции. Правила игры основаны на издании Advanced Dungeons & Dragons. Игрок выступает в роли «Безымянного», бессмертного существа, отправившегося в путешествие для поиска причины, по которой он не может умереть. Исследование окружающего мира осуществляется путём нажатия кнопки мыши на точку, в которую нужно двигаться, или на объекты и персонажей для взаимодействия с ними Доступ к предметам и заклинаниям может быть осуществлён с помощью использования горячих клавиш, «быстрых слотов» или радиального меню. В качестве альтернативы броне в игре задействованы магические татуировки, которые могут быть наложены на Безымянного и некоторых его спутников в целях повышения их способностей.
Игра начинается с процесса создания персонажа, когда игрок распределяет очки атрибутов (силу, интеллект, харизму и др.) Безымянного. Безымянный начинает игру, имея класс воина; игрок впоследствии может изменить его класс на вора или мага, либо вернуть главному герою первоначальный класс. Данные действия возможны после обнаружения наставников, специализирующихся в соответствующих направлениях. По ходу игры игрок может набрать команду спутников; всего существует семь потенциальных членов группы, но одновременно в подчинении героя могут находиться не более пяти спутников. Разговоры между членами группы довольно часты, они начинаются как случайно, так и во время взаимодействия с другими нейтральными персонажами.
Игровой процесс Planescape: Torment обычно фокусируется на прохождении квестов путём переговоров, а не с помощью силовых методов; многих боевых схваток в игре можно избежать путём диалога или хитрости; в обзоре игры от incite PC Gaming говорится, что «история в игре является практически полностью управляемой, и задавая правильные вопросы, вы способны стать в несколько раз сильнее». Безымянный ведёт журнал, который помогает игроку отслеживать многочисленные квесты игры и сюжетные линии. Смерть персонажа не предусматривает никакого штрафа после респауна.
Мировоззрение в AD&D — статическое значение, которое отражает этические и моральные точки зрения персонажа на независимые оси «добро против зла» и «закон против хаоса» и определяется игроком в начале игры. В Planescape: Torment главный персонаж начинает игру как «истинный нейтральный» (то есть ни добрый, ни злой, ни законный, ни хаотичный), и на протяжении всей игры это свойство в зависимости от действий персонажа постепенно меняется. Реакция неигровых персонажей на Безымянного зависит от его мировоззрения. В обзоре от NextGen сообщается, что «игра удовлетворит как благородного игрока, который хочет быть хорошим и законопослушным, так и злого ублюдка, который всего лишь желает уничтожать всё и не тратить время на пустую болтовню».

## Сюжет

### Сеттинг
Действие игры Planescape: Torment разворачивается в мире Planescape — сеттинге Dungeons & Dragons, который состоит из взаимодействующих между собой планов и населён различными существами (дьяволами, модронами и даже божествами); каждый план обладает магическими свойствами. В опубликованной в марте 2000 года статье для Game Studies Диана Карр назвала сеттинг «шоу уродов, длинной историей, зоопарком и кабинетом болтливых диковинок» и описала игровых созданий и монстров как «скорее абсурдных, чем страшных». Planescape: Torment — первая видеоигра, действие которой разворачивается в сеттинге Planescape.
Первая часть игры Planescape: Torment разворачивается в городе Сигиле, находящимся на вершине высокого шпиля в центре вселенной, в которой планы соединены между собой при помощи порталов. Город находится под контролем могущественной Госпожи Боли, тогда как различные части города управляются 15-ю фракциями. Каждая фракция стремится к полному контролю над городом. В течение игры Безымянный может присоединиться к одной из фракций. Впоследствии игра разворачивается на других планах, таких как Баатор и Карцери, где Безымянный продолжает искать информацию о своём прошлом.

### История
История начинается с пробуждения главного героя, Безымянного, (англ. The Nameless One) на препарационном столе морга. К нему подлетает череп Морте (англ. Morte) и советует бежать. Он также сообщает, что надпись на спине Безымянного советует прочитать его дневник и найти некоего Фарода (англ. Pharod). Безымянный отправляется на поиски ответов на два основных вопроса: почему он бессмертен и как ему снова стать смертным. После беседы с призраком своей бывшей любовницы Дейонарры Безымянный покидает морг и попадает в трущобы Сигила. Он находит Фарода, старейшину подземной деревни сборщиков трупов, и получает от него магическую бронзовую сферу. Фарод даёт несколько подсказок о прошлом главного героя. Позднее от могущественного колдуна Лотара Безымянный узнаёт, что за его бессмертие ответственна ведьма Рейвел, ныне заточённая Госпожой Боли в магический лабиринт. Безымянный находит портал, ведущий в лабиринт Рейвел, но узнаёт, что ему нужна частица самой Рейвел, чтобы попасть туда; он находит дочь Рейвел и берёт у неё несколько капель крови.
Попав в лабиринт, Безымянный вступает в диалог с Рейвел, которая задаёт ему вопрос «Что может изменить сущность человека?», играющий большую роль во всей игре. Удовлетворившись ответом Безымянного, высказавшего свои собственные мысли, она признаётся в том, что убила многих людей, которые вместо собственных ответов пытались догадаться, какой ответ правильный. В процессе разговора Рейвел объясняет, что в прошлой жизни Безымянный попросил у неё бессмертия; однако проводимый ей ритуал не дал нужного результата, а привёл к тому, что Безымянный стал терять память всякий раз, когда умирал. Рейвел также объясняет, что смертность Безымянного была не уничтожена, а только отделена. Она не знает о местоположении его смертности, но предполагает, что об этом может знать падший ангел Триас.
После разговора Рейвел пытается силой удержать Безымянного в лабиринте. После того как Безымянный и его товарищи покидают лабиринт, Рейвел, выжившая в схватке, появляется вновь. Появляется Трансцендентный и после короткого разговора убивает Рейвел. Следуя за ним, Безымянный направляется в город Кёрст, чтобы найти и освободить Триаса. Триас заявляет, что не знает о местонахождении смертности, а Безымянный посещает Внешние земли и Баатор. Там он узнаёт, что его смертность находится в Крепости Сожалений, а о том, как туда попасть, знает только Триас. После боя Триас говорит Безымянному, что портал в крепость находится в морге Сигила, в той самой комнате, где началась игра.
В Крепости Сожалений Безымянный сталкивается с тремя своими предыдущими воплощениями: практичным, добрым и параноидальным. Он узнаёт, что доброе воплощение самое первое из всех, «настоящий» Безымянный, получивший бессмертие от Рейвел, совершил некое страшное преступление. В страхе перед неминуемым возмездием он решил отсрочить свою смерть на время, но ритуал Рейвел пошёл вовсе не так, как он ожидал. После обнаружения своих воплощений Безымянный находит свою смертность, представленную в виде могущественного существа по имени Трансцендентный. Трансцендентный объясняет, что, будучи отделённым от Безымянного, был рад своей свободе и пытался помешать главному герою раскрыть правду. В зависимости от выбора игрока Безымянный может уничтожить свою смертность или воссоединиться с ней, став вновь смертным. В последней сцене сама Судьба утаскивает Безымянного в Нижние Планы, на поля битвы между демонами и дьяволами. Он поднимает дубину и отправляется на Войну Крови искупать злодеяния всех предыдущих инкарнаций.

## Персонажи

### Игровые
Безымянный (англ. Nameless One) — главный герой, бессмертный, покрытый шрамами. В случае смерти он возрождается, но после этого периодически полностью забывает прошлое. Каждый раз, когда он умирает, вместе с ним во вселенной умирает другой человек, благодаря которому герой возрождается. Умерший человек превращается в призрака, жаждущего мести.
Мортэ (англ. Morte) — летающий череп, первый спутник главного героя, которого тот встречает в морге. Когда-то Безымянный (Расчётливое воплощение) вытащил его из Колонны Черепов в Бааторе, надеясь на то, что одна голова сохранит общее знание всей Колонны, однако этого не случилось. Когда-то Мортэ предал одно из воплощений Безымянного, что привело того к смерти, за что и попал в Колонну черепов, куда после смерти попадают предатели. Вызволив Мортэ, Безымянный берёт с него нерушимую клятву, обязывающую того путешествовать с ним, пока он не найдёт свою смертность.
Дак’кон (англ. Dak’kon) — гитцерай, последователь духовного лидера своей расы Зертимона. Впоследствии выясняется, что Неразорванный Круг Зертимона, камень с высеченными словами Зертимона, принадлежащий Дак’кону, был вручён Дак’кону именно Безымянным, Расчётливым воплощением, чтобы не дать подавленному виной за гибель своего города Дак’кону погибнуть на бушующем плане Лимбо, где все окружающее зависит от твёрдости воли обитателей. Таким образом Безымянный оказал великую услугу Дак’кону и спас его от гибели и забвения. В то же время это «спасение» только больше «разделило» Дак’кона, чтение вручённого Неразорванного Круга ещё сильнее разделило его, ноша существования Дак’кона стала ещё тяжелее, каждый день для него — мучение. Вера в себя в то же время придавала твёрдость клинку «карач» (один из видов материи плана Лимбо) Дак’кона, последнему его носителю. Дак’кон отдал свою волю Безымянному и поклялся служить ему до самой смерти, не знав, что тот бессмертен. С тех пор Дак’кон следует за множеством воплощений не знающего смерти Безымянного в надежде умереть и познать упокоение.
Анна (англ. Annah) — тифлинг. Приёмная дочь старого сборщика трупов Фарода, вор и воин по профессии. Присоединяется к группе, когда Фарод посылает её показать Безымянному, где она нашла тело его предыдущего воплощения. Анна очень вспыльчива, резка и ревнива. Влюблена в Безымянного, но старается это скрывать.
Игнус (англ. Ignus) — безумный маг-пироман. Освоив магию огня в совершенстве, сжёг целый район Сигила, за что местные жители обрекли его на, как им казалось, мучительную смерть — открыли в нём постоянный портал на элементальный план огня, превратив Игнуса в живой вечно горящий факел. Однако этим они лишь воплотили главную мечту мага — слиться с любимой им стихией. Игнус выжил, но впал в кому, и один находчивый предприниматель превратил его в главное развлечение своей таверны «Бар Тлеющего Трупа» (англ. Smoldering Corpse Bar). Выясняется, что именно Безымянный, одна из его инкарнаций обучала Игнуса Искусству магии огня, подвергав его страшным мучениям. Только поэтому Игнус следует за Безымянным и слушается его, считая его своим «Учителем».
Падшая Грэйс (англ. Fall-from-Grace) — демон-суккуб, следующая, вопреки своей природе, идеалам целомудрия и самосовершенствования. Жрец, не поклоняющаяся какому-либо богу. Основательница «Борделя услаждения интеллектуальных страстей» в Районе Клерков. Грэйс относится к хаотичной по природе расе демонов танар'ри, ведущих нескончаемую Войну Крови с расой законопослушных дьяволов баатезу. Ребёнком мать-демоница продала её дьяволам, без сомнения ожидая, что те убьют маленького демонёнка. Однако её новый хозяин предпочёл держать её в качестве рабыни. Будучи «воспитанной» дьяволами, Грэйс впитала многое от их законопослушного мировоззрения, но когда ей подвернулся такой шанс — выиграла у хозяина свою свободу благодаря врождённой склонности к импровизации. Законопослушные дьяволы никогда не нарушают раз данного слова, и Грэйс действительно освободилась, но оказалась отверженной всеми, кем только возможно: дьяволы воспринимали её как отродье демонов, демоны — как шпионку дьяволов, а все остальные — как порождение зла. Грэйс переросла ограничения, которые были у неё от природы, но потеряла связь с корнями, что её бесконечно печалит, и в честь чего она взяла себе свой псевдоним, дословно переводящийся как «Впавшая-в-Немилость». Состоит во фракции Сенсатов, которые признают познание мира через чувства и помогают познавать другим. Имеет дневник, который не даёт читать никому. Также влюблена в Безымянного.
Нордом (англ. Nordom) — представитель механической расы модронов (класс квадрон), отрезанный от общего Источника сознания модронов на их родном плане Порядка Механусе. Нордом потерял связь с Источником, когда эксперимент, проводимый модронами в построенном ими лабиринте «Рубикон» на плане Хаоса Лимбо, вышел из-под контроля. В результате, Нордом стал «беглым» модроном — то есть модроном «вне закона», бродягой, но в то же время получил свободу и индивидуальность. Обладает «железной» логикой, несколько искажённой хаотичным влиянием Лимбо. Считает Безымянного «главным инженером» и беспрекословно выполняет его приказы и следует за ним в его путешествиях. Владеет «Духами снаряжения», как он сам их называет, материализованными в двух арбалетах, которыми он искусно владеет.
Вэйлор (англ. Vhailor) — призрачный воин, легендарный член фракции Убийц Милосердия (Mercykillers). Непосредственно связан с самой Справедливостью, которая даёт ему силу бороться за неё. Одно из немногих существ в Мультивселенной, способных действительно уничтожить Безымянного. Поняв это, Расчётливое воплощение обманом завлекло Вэйлора в ловушку и заточило его в темнице, рассудив, что его сила может когда-нибудь пригодиться.

### Другие
Дейонарра (англ. Deionarra) — девушка, которую Расчётливое воплощение в своё время использовало в своих целях, в частности — ожидало от её таланта предвидения особой помощи в Крепости Раскаяний. Практичное воплощение отправило Дейонарру на смерть, чтобы затем воспользоваться помощью её призрака. Несмотря ни на что, зная о предательстве, Дейонарра все равно любит Безымянного и ждёт его в «Залах Смерти».
Госпожа Боли (англ. Lady of Pain) — Таинственная повелительница Сигила, которая заботится о нём, поддерживает порядок и баланс сил в городе. Одно из немногих существ, способных уничтожить Безымянного, если её разозлить (например, поклоняясь ей). Обладает огромной силой, способной уничтожать даже богов. Рэйвел считала, что Сигил — клетка Госпожи, которую она не может (или не хочет) покидать.
Лотар (англ. Lothar) — Мастер Костей Ночи, хранит у себя огромное количество черепов на полках. Но не обычных черепов, а особенных, «живых», тех, что обладают большими знаниями. От этих черепов Лотар черпает свои огромные и могущественные знания. Лотар обладает великой силой и могуществом. Также является одним из немногих, кто действительно может уничтожить Безымянного. Жители Сигила и уважают, и боятся его, произносят его имя шёпотом. Лотар украл Мортэ, но позже взамен на другой ценный череп вернул его. Также он помог главному герою, рассказал о Рэйвел и о том, что она знает о Безымянном больше других. Как и Леди Боли, является официальным персонажем сеттинга Planescape.
Рэйвел (англ. Ravel) — Одна из Серых Сестёр Серой Пустоши. Судя по легендам и историям — она воплощённое хаотичное зло, которая посмела пойти против Госпожи Боли, за что и была заточена Госпожой в один из Лабиринтов. На самом же деле, оказалось, что легенды и ужасные истории слабо отражают действительность. Оказывается, она пыталась раскрыть клетку — Сигил, для освобождения Госпожи Боли, но пришла в немилость и Госпожа заточила её в лабиринт. За долгие века заточения Рэйвэл нашла выход из своей тюрьмы, но к этому моменту что-то в ней изменилось настолько, что она обезумела, превратила свой Лабиринт в личный цветущий укромный злой и шипастый уголок вселенной, где стала дожидаться прихода своего любимого Безымянного. Многих людей она погубила, задавая свой главный вопрос: «Что может изменить природу человека?». Оказывается, ей был нужен лишь Безымянный и его ответ, до других ей не было никакого дела. Он и был причиной, по которой она задавала этот вопрос. Настоящая история оказалась более жалостливой, чем зловещие легенды. Рэйвэл не могла позволить себе любить открыто, иначе она не была бы той злобной ведьмой с чёрным сердцем, о которой говорится в страшных историях. Также выясняется, в Сигиле присутствует ещё как минимум три её «воплощения», лишь частично осознающих себя как «Рэйвэл», которые помогали Безымянному (возможно это её «ветви» — «Сказано, что НИКОГДА не убьёшь её, потому что её тело, словно ежевика — рубишь ветку, а другая в это время растёт ещё где-нибудь через Планы»). Именно Рэйвел разделила Безымянного с его смертностью.
Триас Предатель (англ. Trias the Betrayer) — Падший ангел, Дэв (Deva). Считает, что если цель — добро, то она оправдывает любые средства. Заточён в Curst за попытку остановить Войну Крови посредством ввязывания в неё Небесного Воинства.
Превосходящий (англ. Transcendent One) — Загадочное существо, неустанно преследующее Безымянного. Почти в самом конце игры оказывается, что он — смертность Безымянного, отделённая от него серой ведьмой Рэйвел. Когда-то оно было частью Безымянного, но теперь Превосходящий хочет жить своей жизнью. Отсюда его стремление уничтожить память Безымянного (убивая его вновь и вновь) и замести все следы, ведущие в Крепость Раскаяний, в которой он обитает.

## Разработка
В 1997 году разработчики игры написали 47-страничный текст, в котором изложены предпосылки и концепция игры; данный документ был использован руководством компании Interplay. Первоначально игра называлась Last Rites, создателями она описывалась как «авангардное» фэнтези. Документ также содержал в себе концепт-арт персонажей и игровых локаций.
| «                          | Planescape Torment даёт игрокам возможность почувствовать, что они раскапывают историю (забытое прошлое), в большей или меньшей степени исследуя обширные и причудливые творения | » |
| — Диана Карр, Game Studies | |   |

С началом работы над игрой разработчики поставили задачу не включать в неё традиционные основы ролевых игр: драконов, эльфов, гоблинов или других мифических существ. В игре присутствуют всего три меча; крысы могут оказаться весьма опасными противниками, а мертвецы порой оказываются симпатичнее людей. Создатели объясняли, что в большинстве ролевых игр присутствует «правильный» подход к решению задач, который с моральной точки зрения хорош. Они называли данный метод «предсказуемым и глупым» и хотели создать игру с возможной вариативностью, где одна проблема будет иметь «два неправильных и два правильных решения». Основной квест заключается не в спасении мира, а в понимании Безымянного и его бессмертия. Смерть (как главного героя, так и его компаньонов) является малой помехой, а местами она даже необходима.
По словам руководителя проекта Криса Авеллона, на игру Planescape: Torment оказали влияние несколько книг, комиксов и игр, включая Archie Comics, The Chronicles of Amber, The Elementals и Shadowrun. Эскизы игры 1997 года имели отсылки к The Lord of the Rings, предназначенные для описания некоторых персонажей. Работая над Planescape: Torment, Авеллон одновременно вёл работу над игрой Fallout 2. В интервью 2007 года он отметил, что Fallout 2 помогла ему переосмыслить возможности диалогов в Planescape: Torment (и в более поздних играх, в создании которых он принимал участие, включая Neverwinter Nights 2). Авеллон отмечал, что многие игровые идеи «понятны только благодаря тексту, просто потому что ни у кого не было достаточно средств для реализации данных работ в качестве видеоматериалов». Авеллон выразил некоторое сожаление относительно сосредоточения игрового процесса на диалогах, так как считал, что они оказывают негативное влияние на игровую механику, в особенности на боевую систему. Игровой сценарий состоял из 800 000 слов, в ранних анонсах сообщалось, что продолжительность игры составляет около 20 часов.
В нескольких интервью продюсер игры Гуидо Хенкель отмечал, что был недоволен давлением на команду разработчиков, которое оказывалось руководством Interplay после первого публичного предложения. Хотя в целях выпуска к планируемой дате из игры было исключено только несколько дополнительных сюжетных веток и персонажей, продюсер обвинил руководство Interplay в том, что они не учли возможности разработчиков. Хенкель сказал, что его главной задачей перед уходом из Interplay было предотвращение «испорченности» бета-версии игры. Он также заявил, что оказал на игру значительно большее влияние, чем Крис Авеллон, Эрик Кампанелла или Дейв Малдональдо, но так как продюсеру часто приходится принимать не встречающие поддержки решения, то его роль впоследствии была приуменьшена.
В игре был задействован игровой движок Infinity Engine, разработанный BioWare для игры Baldur's Gate. Однако разработка игры велась до того, как была выпущена Baldur’s Gate, и на рынке игровой индустрии о движке известно не было. Компания Black Isle модифицировала движок, чтобы подстроить его под игру. Например, играбельные персонажи могли бегать, а спрайты персонажей и окружения более детализованы и укрупнены. Больший размер и детализованность были достигнуты путём приближения камеры к поверхности. Магия также являлась важной частью игры, над визуальным стилем и механикой заклинаний работали четыре геймдизайнера.
Помимо официальных локализаций, одна из которых была сделана компанией CD Projekt для польского рынка, поклонниками было создано несколько любительских переводов игры на испанский, венгерский и итальянский языки. Выпустив официальный патч версии 1.1, Interplay прекратила поддержку игры; несколько неисправленных программных ошибок были устранены с помощью неофициальных патчей, созданных поклонниками. Другие неофициальные модификации добавляли в игру новые предметы и квесты, не вошедшие в финальную версию игры, а также поддержу широкоэкранного разрешения. Официальных модификаций было выпущено две — шуточные на День святого Патрика (Анна получает наряд лепрекона) и пасхальный (Мортэ предстаёт в виде пасхального яйца). Анна в этом наряде в 2007 году вошла в список «50 лучших женских персонажей в истории компьютерных игр» на портале на Tom’s Games.
В 2009 году игра была переиздана в DVD-версии, а в 2010 году стала доступна для приобретения на GOG.com.

### Аудио
Для создания игровой музыки компания Interplay изначально наняла музыканта Lustmord, однако его работа в окончательный вариант игры не попала, так как продюсер счёл её неподходящей. Звучащую в игре музыку создавал композитор Марк Морган. На создание было потрачено примерно две недели.
В ролях (озвучивали)
- Майкл Т. Вейсс — Безымянный
- Роб Полсен — Морт Зубоскал
- Дженнифер Хейл — Падшая Грейс и Дейонарра
- Шина Истон — Анна
- Митч Пиледжи — Дак’кон
- Чарльз Эдлер — Игнус
- Роджер Бампесс — Стрехан Руншедоу
- Дэн Кастелланета — Нордом
- Фло Ди Ре — Рэвел Паззлвелл
- Тони Джей — Трансцендентный
- Джон де Ланси — Триас
- Кейт Дэвид — Вэйлор[1]

После выпуска игры обозреватель Game Revolution похвалил музыкальное оформление, сказав, что «когда вы находитесь в многолюдном городе, он звучит как многолюдный город. Проходите мимо бара и слышите голоса пьяных завсегдатаев внутри. Возле аукциона рабов слышится голос аукциониста. Отправляетесь на вечеринку, и она звучит соответствующе». Тот же обозреватель посчитал музыку из Planescape «одной из лучших, которые он слышал в играх». На IGN саундтреку была поставлена оценка 8,5 из 10 и подчёркивалось, что «в игре потрясающая речь и звуковые эффекты, но больше всего впечатляет изменение их громкости в зависимости от того, как близко вы к ним расположены».

## Адаптации
Одноимённая книга, написанная Реем и Валерией Валлес, была опубликована Wizards of the Coast в 1999 году. Сюжет книги частично соответствует сюжету игры; например, в игре главный герой не имеет имени, что позволяет ему оставаться анонимом. В книге же протагонист сам выбирает себе имя. Переизданная для GOG.com версия игры поставлялась в комплекте со второй новеллизацией, написанной Райсом Хессом на основе сценария Криса Авеллона и Колина Маккомба.

## Отзывы критиков
| Сводный рейтинг       | Сводный рейтинг                                       |
| Агрегатор             | Оценка                                                |
| --------------------- | ----------------------------------------------------- |
| GameRankings          | 90,63 %                                               |
| Metacritic            | 91/100                                                |
| Иноязычные издания    |                                                       |
| Издание               | Оценка                                                |
| AllGame               | [ 60 ]                                                |
| Eurogamer             | 7/10                                                  |
| GamePro               | [ 10 ]                                                |
| GameRevolution        | A−                                                    |
| GameSpot              | 9,0/10                                                |
| GameSpy               | 90/100                                                |
| IGN                   | 9,2/10                                                |
| PC Gamer (US)         | 93 %                                                  |
| PCZone                | 8,7/10                                                |
| incite PC Gaming      | 4/5                                                   |
| NextGen               | [ 20 ]                                                |
| Русскоязычные издания |                                                       |
| Издание               | Оценка                                                |
| Absolute Games        | 90 %                                                  |
| Game.EXE              | [ 63 ]                                                |
| «Игромания»           | 9,4/10                                                |
| Награды               |                                                       |
| Издание               | Награда                                               |
| Computer Gaming World | RPG of the Year (1999)                                |
| GameSpot              | RPG of the Year (1999)                                |
| IGN Vault Network     | Game of the Year (1999)                               |
| Eurogamer             | Best Male Lead Character (2000)                       |
| PC Gamer US           | Game of the Month (2000)                              |
| Gamespy               | Hall of Fame (2004)                                   |
| Gamespot              | Greatest Games of All Time (2005)                     |
| Gamasutra             | Quantum Leap Award (2006)                             |
| IGN                   | 71-е место в списке Top 100 Games of All Time (2007)  |
| PC Gamer              | 9-е место в списке Top 100 Games of All Time (2008)   |
| Game Informer         | 188-е место в списке Top 200 Games of All Time (2009) |
| Bit-tech              | 30 PC Games to Play Before You Die (2009)             |

Игра Planescape: Torment после своего выпуска получила признание широкого круга критиков, однако её продажи большой прибыли не принесли. Обозреватель GameSpot отмечал: «Это действительно лучшая традиционная компьютерная ролевая игра, вышедшая в этом году»; позднее игра была признана «одной из величайших». Аллен Рауш, работая над ретроспективой «A History of D&D Video Games» для сайта GameSpy в 2004 году, прокомментировал, что Black Isle Studios «проделала путь к вершине, создав одно это, включающее в себя уникальный опыт, аналогов которому на сегодняшний день нет». Игровой процесс часто сравнивался с Baldur's Gate, другой игрой Interplay, основанной на том же движке. Игровые сюжет и стиль были тепло встречены; в статье New York Times подчёркивалось: «Уровень детализованности игры и её эмоциональное влияние побудили некоторых игроков подумать о занятии литературным творчеством». Рецензенты были довольны возможностью менять состав команды по своему усмотрению. На GameSpot отмечалось, что «на сегодняшний день игра Planescape: Torment вполне способна лучшим образом реализовать злого персонажа ролевых игр». Покрытый обширными татуировками, эгоцентричный и потенциально эгоистичный Безымянный был положительно встречен как противоположность традиционным героям RPG, признаваемым предсказуемыми благодетелями. Критикам также понравилась способность протагониста обретать новую силу путём «вспоминания» предыдущих жизней. Журнал Empire поставил Безымянного на четвёртое место в списке 50 величайших персонажей компьютерных игр; также главный персонаж игры занял 8-е место в списке «Доска почёта. Бессмертные» журнала «Мир фантастики». Тёмная и разнообразная разновидность сеттинга D&D была похвалена за отличие от традиционных фэнтезийных ролевых игр. В обзоре NextGen говорилось, что «Torment предлагает лучшую игру, какую только можно найти на полках магазинов».
Пределы Planescape Torment неопределимы. Даже небольшой выбор влечёт множественные и непредсказуемые результаты, втягивающие игроков в инциденты, конфронтации или позволяющие всего подобного избежать. Игра не поддаётся не только решению, но даже и осмыслению. Беспорядочный текст наподобие того, что представлен в Planescape Torment, по мере прочтения уходит от взгляда, что препятствует его обобщению. В игре присутствуют моменты «спешки» и противостояния, но в компании вооружённых спутников они вполне проходимы.
Диана Карр
Технические аспекты игры также удостоились положительных мнений. Хотя экранное разрешение 640x480 не было особо распространено, обозреватели были довольны художественным оформлением и цветовыми гаммами окружающей среды. Игровые звуки и музыка описывались как «превышающие норму» и «превосходные», хотя один критик всё же посчитал музыку «недостаточной для игры». Другой обозреватель отметил, что в Planescape: Torment «практически лучший звук», который он слышал в видеоиграх. На GamePro подчёркивалось: «… персонажи разговаривают с талантом профессиональных актёров озвучивания во время критических моментов диалога». Графика была встречена нейтрально, в incite PC Gaming говорилось, что «[графика] может быть немного тускнее, хотя некоторые эффекты заклинаний определённо хорошо смотрятся»; заявление было поддержано в NextGen, где говорилось, что «ментальные заклинания … напомнят вам двумерную игру Final Fantasy».
Игровой интерфейс удостоился положительных отзывов. Американское издание PC Gamer обратило особое внимание на режим автокарты, в котором автоматически помечаются важные места и присутствует возможность добавления игроком собственных заметок, и на журнал, в котором завершённые квесты отделены от незавершённых. PC Gamer также похвалил настройку движка Infinity Engine, в частности, возможность использования радиального меню, позволяющего игрокам концентрироваться на основной игре, не отвлекаясь на просмотр нескольких экранов и «возню с окнами и кнопками».
… мы были ошеломлены Planescape: Torment. В ней не было ни эффективного движка, ни безумных персонажей, ни огромных земель, которые нужно завоёвывать. В ней был богатый сюжет. А это свойство прекрасно отражает истинную сущность игры, как ни одна ей подобная.
Даррен Гладстоун и Ники Дуглас
Негативных отзывов об игре было мало, а проблемы в основном признавались незначительными, однако высказывались претензии относительно долгого времени загрузки на компьютерах того времени и снижения производительности во время боя. Снижение производительности при одновременном нахождении на экране нескольких графических объектов происходило из-за программных ошибок, исправленных с выходом патча. Дерек Уильямс из Allgame признал бой в игре упрощённым (в сравнении с Diablo), «что делает игру слишком лёгкой». Обозреватель выразил недовольство бессмертием главного персонажа, сказав, что оно делает жизни героев «дешёвыми и бессмысленными», хотя другие обозреватели положительно отозвались о данном аспекте, назвав его «прекрасно реализованным» и не упрощающим игру. Eurogamer не одобрил количество опыта, получаемое после нескольких диалогов на поздних этапах игры, хотя другими критиками этот же аспект признавался как одна из главных вещей, которая возвышает Planescape: Torment над стандартными ролевыми играми. Некоторые рецензенты раскритиковали систему поиска пути, признав её «менее впечатляющей».

### Награды
Игра Planescape: Torment удостоилась звания Editor’s Choice (рус. Выбор редакции) от нескольких изданий, была названа ролевой игрой года (1999) на GameSpot и Computer Gaming World и игрой года (1999) Vault Network. Журнал PC Gamer US в мартовском выпуске 2000 года назвал Planescape: Torment игрой месяца (в том же номере была опубликована и рецензия). Несколькими изданиями игра признавалась культовой и продолжала оставаться под вниманием прессы спустя долгое время после выпуска — в 2004 году на сайте GameSpy она была помещена в секцию Hall of Fame (рус. Зал славы), а в 2005 году редакцией GameSpot она была признана одной из величайших игр всех времён. В 2007 году игра заняла 71-е место в списке Top 100 Games of All Time (рус. 100 лучших игр всех времён), составленном IGN; там же отмечалось, что многие «пришли к мысли о том, какой должна быть полностью обработанная RPG, именно после ознакомления с данной игрой». В 2008 году британское издание журнала PC Gamer поместило игру на 9-е место в своём списке Top 100.
В 2006 году новостное издание The A.V. Club включило Planescape: Torment в список «11 of Video Gaming’s Strangest Moments» (рус. 11 самых странных моментов в компьютерных играх); причиной стало то, что в игре смерть является необходимой для продвижения по сюжету. В 2006 году на сайте Gamasutra был проведён опрос экспертов в области компьютерных игр, которым был задан вопрос: «Какая ролевая игра в истории жанра, по вашему мнению, произвела квантовый скачок и почему?». Planescape: Torment по результатам данного опроса заняла второе место, уступив игре Fallout, и получила награду «Quantum Leap Award». Игра также удостоилась похвального отзыва в категории «Storytelling» (рус. Повествование). В декабре 2008 года игра заняла 8-е место в списке «Franchises We Want Resurrected», состоящем из 10 игр; там же отмечалось, что сценарий и характеристики игры «одни из лучших».
В 2009 году онлайн-журналом Bit-tech игра Planescape: Torment была включена в список «30 PC Games to Play Before You Die» (рус. 30 компьютерных игр, в которые следует поиграть перед смертью). За работу над игрой в 2000 году Крис Авеллон был удостоен награды «Gaming Globe» от Eurogamer, а Безымянный был признан лучшим главным персонажем. В 2009 году Game Informer поместил игру на 188-е место в списке «The Top 200 Games of All Time», отметив «неслыханность» сюжета для времён 1999 года. В 2010 на сайте UGO игра заняла 5-е место в списке игр, нуждающихся в продолжении. В обновлённом в 2011 году списке Top 100 журнала PC Gamer Planescape: Torment оказалась на 19-й позиции.
Летом 2018 года, благодаря уязвимости в защите Steam Web API, стало известно, что точное количество пользователей сервиса Steam, которые играли в Planescape: Torment: Enhanced Edition хотя бы один раз, составляет 109 926 человек.

## Последователи
После анонса Baldur's Gate: Enhanced Edition подразделение Overhaul Games сообщило о намерении создания ремейков игр в сеттинге Dungeons & Dragons, а в качестве первой игры назвало Planescape: Torment. Представители говорили, что всё зависит от успеха серии ремейков Baldur’s Gate.

### Torment: Tides of Numenera
В ноябре 2012 года в онлайн-издании Penny Arcade Report появилась информация о том, что глава inXile Entertainment Брайан Фарго приобрёл права на название «Torment».
В январе 2013 года Брайан Фарго сообщил о разработке «духовного наследника» Planescape: Torment, действие которого будет разворачиваться во вселенной Numenera, созданной Монте Куком. Кук выступал в качестве одного из создателей сеттинга Planescape, а Фарго посчитал сеттинг Numenera подходящим для продолжения ранних тем из игры Torment. Хотя между двумя играми не имеется прямой связи, в связи с особенностями лицензирования было заявлено, что определённые элементы традиционных ролевых игр трудно защитить авторским правом, в связи с чем некоторые моменты Planescape: Torment могут появится и в новой игре. Изначально Брайан Фарго планировал создать игру в рамках сеттинга planescape torment, однако правообладатель в лице Wizards of the Coast не заинтересовался в проекте (поддержка сеттинга planescape torment со стороны Wizards of the Coast была прекращена практически сразу после выхода оригинальной игры). Разработка дизайна и сюжета началась вскоре после приобретения лицензии на Torment. Остальные сотрудники inXile будут подключаться к работе над проектом после окончания работы над Wasteland 2. Продолжение получило название Torment: Tides of Numenera. В марте 2013 года начался сбор средств через Kickstarter, в ходе которого inXile смогла собрать заявленный минимум в 900 000 долларов США в течение первых семи часов.

### Вики-проекты
- Статья Planescape: Torment в Планарной Энциклопедии
- Статья Planescape: Torment в BG Wiki

### Сайты
- Раздел на Fallout.ru
- «Философы с дубинами», подсайт Travel Inc.  (недоступная ссылка), не обновлялся с мая 2000 года.
- Planescape-Torment.org (англ.), полный саундтрек «Planescape: Torment» и сделанный поклонниками набор исправлений для игры, исправляющий ошибки, не исправленные официальным патчем.